# Jacqueline de Jong
Jacqueline Beatrice de Jong (Hengelo, 3 februari 1939 – Amsterdam, 29 juni 2024) was een Nederlands beeldend kunstenaar, tekenaar, beeldhouwer en graficus.

## Biografie

### Jeugd en opleiding
Jacqueline de Jong werd in 1939 in Hengelo (Overijssel) geboren. In 1942 moest het – Joodse – gezin onderduiken. In eerste instantie trachtte het naar Engeland te vluchten, maar dit mislukte. Haar Zwitserse moeder en de Nederlandse kunstenaar Max van Dam, namen haar mee richting Zwitserland, naar Zürich; haar vader bleef achter in Enschede en Amsterdam. Bij de Zwitserse grens werden ze gearresteerd door de Franse politie, maar net op het moment dat ze zouden worden afgevoerd naar het doorgangskamp Drancy werden ze bevrijd door het verzet, dat hen de grens hielp oversteken.
In 1947 keerde De Jong op 8-jarige leeftijd samen met haar moeder terug naar Nederland. Ze sprak toen geen Nederlands, maar Zwitserduits. Ze ging naar school in Hengelo en het Gemeentelijk Lyceum in Enschede. Op 18-jarige leeftijd, in 1957, vertrok De Jong naar Parijs. Ze studeerde Frans en drama en werkte in de boetiek van Christian Dior. In het voorjaar van 1958 vertrok ze naar Londen waar ze drama studeerde aan de Guildhall School of Music and Drama, omdat ze actrice wilde worden. Hierna keerde ze terug naar Amsterdam, waar ze tussen 1958 en 1961 in dienst was van het Stedelijk Museum als assistente op de afdeling toegepaste kunst onder directeur Willem Sandberg. In 1959 ontmoette ze tijdens een bezoek aan Londen de Deense kunstenaar en oprichter van CoBrA Asger Jorn, met wie ze een relatie kreeg.

### Internationale Situationisten
In 1960 sloot De Jong zich aan bij de Internationale Situationisten. Nadat Constant Nieuwenhuijs zijn lidmaatschap opzegde omdat de Nederlandse architecten, waaronder Har Oudejans gedwongen werden de groep te verlaten, vormde De Jong de Nederlandse sectie. Tussen 1962 en 1968 was ze redacteur en uitgever van The Situationist Times, een project waarin ook Gaston Bachelard, Roberto Matta, Wifredo Lam en Jacques Prévert betrokken waren. Vanaf het begin van haar activiteiten als kunstenaar, beeldhouwer en graficus, werd haar werk overal in Europa en de Verenigde Staten tentoongesteld. Ze realiseerde onder andere muurschilderingen voor de Stopera in Amsterdam en een installatie voor de Nederlandsche Bank.

### Jaren 70 tot 21e eeuw
In 1970 verliet ze Asger Jorn. Ze verhuisde naar Amsterdam met Hans Brinkman, die later een galerie zou bezitten en tentoonstellingen en internationale beurzen zou organiseren. In 1989 gingen De Jong en Brinkman uit elkaar. In 1990 werd De Jong de partner van de advocaat Thomas H. Weyland (1931-2009) en in 1998 trouwden ze. Het koppel gaf verschillende lezingen over intellectueel eigendomsrecht en auteursrecht in Nederland en het Verenigd Koninkrijk. In 1996 kochten ze hun landgoed in de Bourbonnais in Frankrijk. Hier heeft De Jong haar groentetuin en verbouwt ze de aardappelen die ze tot kunst en sieraden omvormde.
In 2003 toonde het Cobra Museum voor Moderne Kunst in Amstelveen en het KunstCentret Silkeborg Bad Denmark een overzichtstentoonstelling van haar werk, waarbij ook de catalogus Jacqueline de Jong: undercover in the Arts werd gepubliceerd.  Samen met Thomas H. Weyland richtte ze in 2008 de Weyland de Jong stichting op. Het belangrijkste doel is het ondersteunen van avant-garde kunstenaars uit alle disciplines, architecten en kunstenaar-wetenschappers van boven de vijftig.
Weyland  overleed in 2009. In 2011 werd het archief van De Jong aangekocht door de Beinecke Rare Book and Manuscript Library van Yale University.
In 2019 werd de Franse Awareprijs aan haar toegekend voor haar "uitzonderlijke loopbaan en oeuvre" en vond een grote overzichtstentoonstelling van haar werk, onder de titel Pinball Wizard, plaats in het Stedelijk Museum Amsterdam. 

### Overlijden
Ze leefde de laatste jaren van haar leven in het Rosa Spier Huis in Laren. Jacqueline de Jong overleed in 2024 op 85-jarige leeftijd in het Antoni van Leeuwenhoekziekenhuis in Amsterdam aan uitgezaaide leverkanker.

## Ouders
Ze was dochter van het in Hengelo wonend echtpaar Hans de Jong (1907-1973) en Alice Weil (1910-2006). Vader was directeur van textielfabriek De Jong & Van Dam, het latere Jovanda. De fabriek werd vrijwel direct platgelegd in 1940; Hans de Jong bleef in Nederland en vervulde allerlei baantjes, zelfs gevangenisbewaarder van onder meer Gerrit van der Veen. Na de oorlog kwam het gezin weer bij elkaar. Het echtpaar ontving in hun woning aan de Enschedesestraat 133 kunstenaars (en ook Sandberg) en verzamelde tal van kunstwerken uit de Cobrastijl. Karel Appel legde het echtpaar in 1956-1957 vast toen Hans 50 werd. Het echtpaar was jarenlang bevriend met Max van Dam en Theo Wolvecamp (diens broer werkte op de fabriek). 